# Klecina

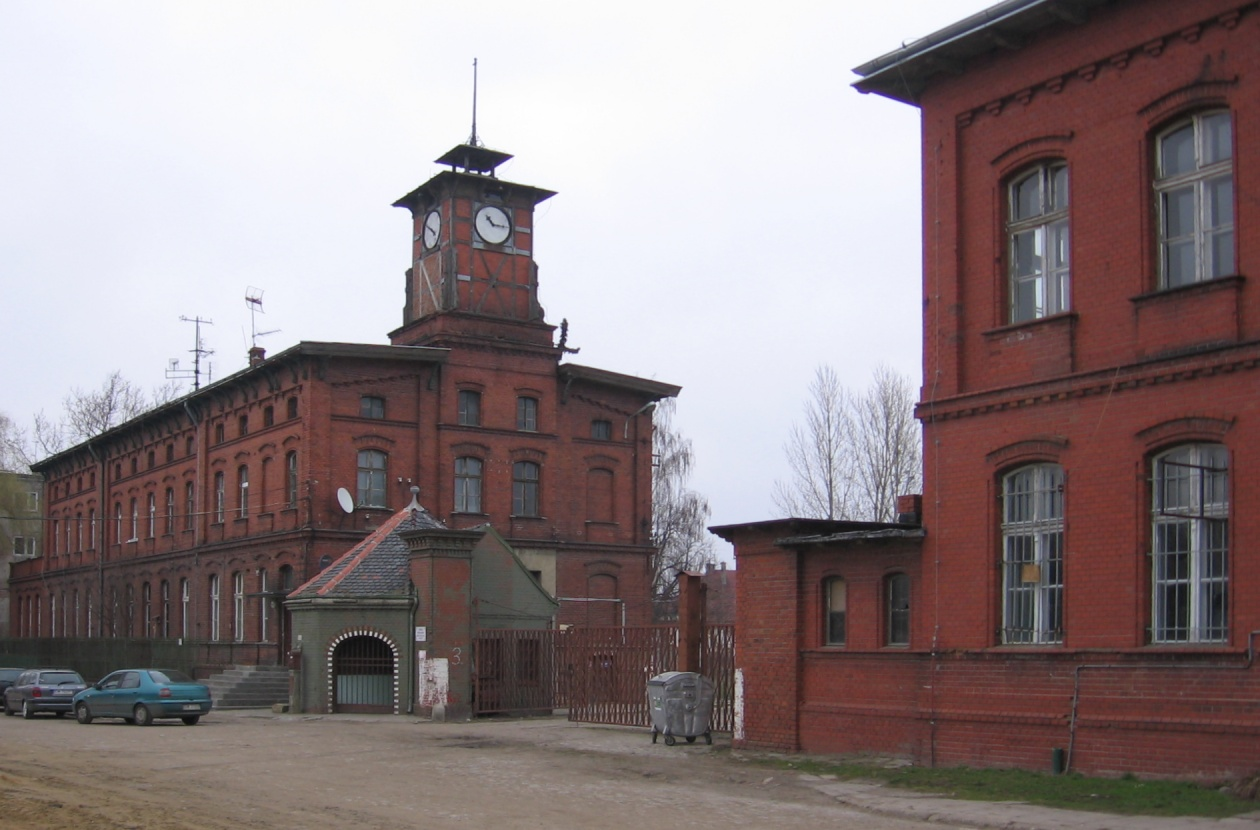
ul.Supińskiego 3 – brama dawnej cukrowni

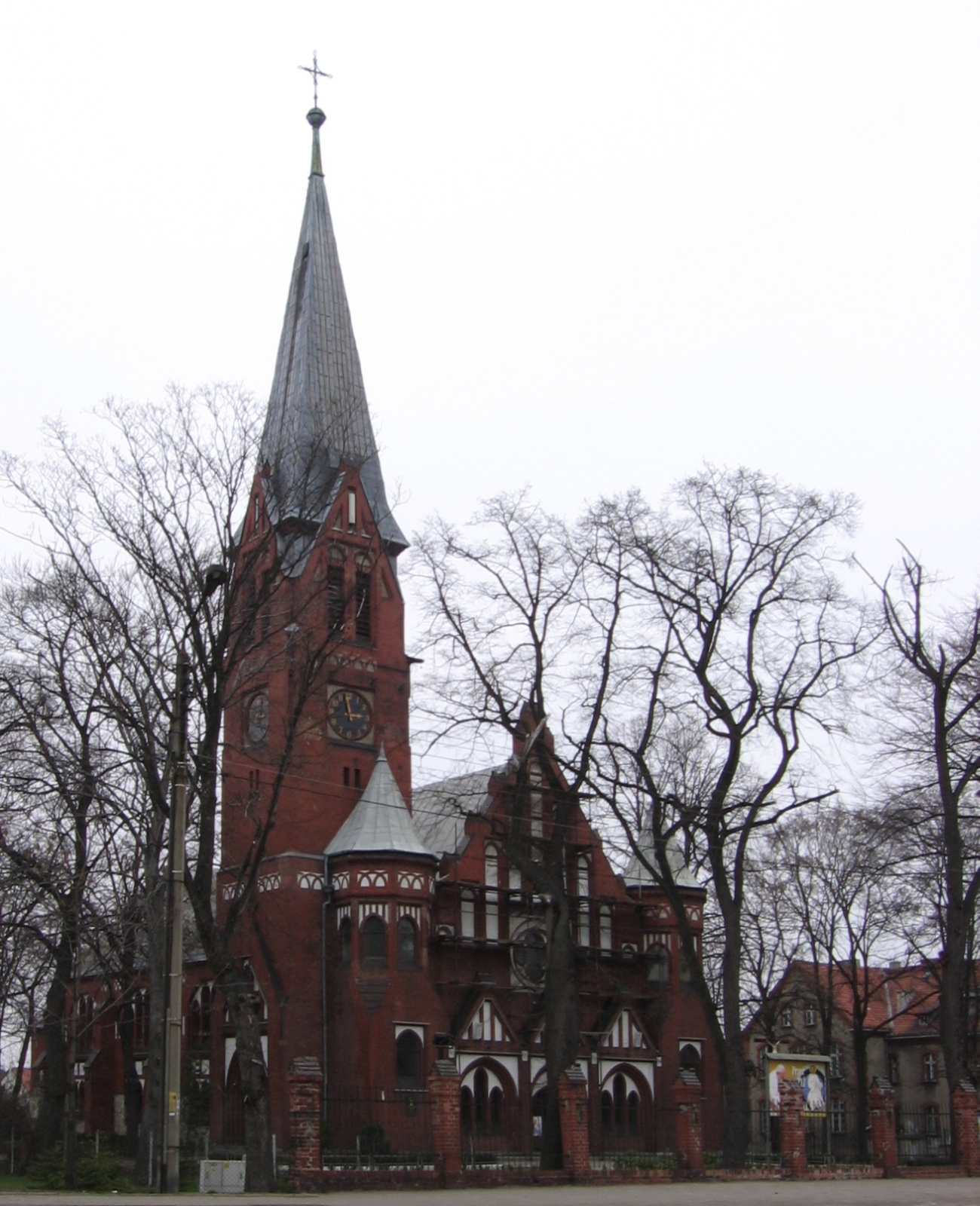
Kościół NMP Królowej Polski

Klecina (niem. Klettendorf, krótko po II wojnie światowej pod nazwą Kłotno) – osiedle w południowej części Wrocławia w dawnej dzielnicy Krzyki, sąsiaduje z osiedlami Oporów, Krzyki-Partynice oraz z miejscowościami Bielany Wrocławskie i Zabrodzie. Granica z osiedlem Krzyki-Partynice przebiega wzdłuż rzeki Ślęzy (m.in. przez Park Kleciński), a z Oporowem – przez niezabudowane tereny w okolicach ul. Karmelkowej i Jutrzenki.

## Historia
Pierwszym znanym właścicielem wsi był Tycho de Rychinbach. Sprzedał on Klecinę Mikołajowi de Banch, proniemieckiemu członkowi kapituły katedralnej. W latach 30. XIV wieku Mikołaj podzielił wieś na 2 części. Jedną część w 1332 roku przekazał radzie miejskiej. Drugą część wsi na przestrzeni lat 1318–1337 przekazał szpitalowi św. Trójcy – Bożego Ciała, będącemu własnością komandorii joannitów.
W roku 1377 cesarz i król czeski Karol IV Luksemburski zatwierdził tę własność pod warunkiem, że joannici nigdy nie odzyskają Kleciny i szpitala. Dostali jedynie kościół Bożego Ciała i oczywiście Gaj wraz z innymi dobrami, w tym folwark w Kłutnikach, który był wraz z utraconą Kleciną centrum hodowli owiec. Także i po opuszczeniu Kleciny przez joannitów chłopi klecińscy zajmowali się dalej hodowlą owiec. Z czasem mieszkańcy wsi zmienili profil hodowli z owiec na hodowlę krów.
Klecina, odległa o około 5 km od centrum Wrocławia, była bardzo bogatą wsią. Jej znaczenie wzrosło po uruchomieniu tu cukrowni w 1839. W 1884 uruchomiono linię kolejową z Wrocławia przez Kobierzyce do Sobótki i Świdnicy, a na skraju Kleciny umiejscowiono stację na tej linii (Wrocław Klecina). Wkrótce doprowadzono także bocznice do cukrowni.
Folwarczna do tej pory wieś przyjmowała coraz bardziej cechy podmiejskiego osiedla fabrycznego. W 1905 zbudowano tu, przy obecnej ul. Kościelnej, kościół ewangelicki. Katolicy chodzili do małego kościoła świętej Trójcy. Po II wojnie światowej, w 1946, erygowano tu parafię rzymskokatolicką pod wezwaniem NMP Królowej Polski. Jednak do roku 1969 parafia ta miała wezwanie Eucharystycznego Serca Pana Jezusa.
W czasie II wojny światowej w cukrowni mieścił się obóz pracy przymusowej Polaków. W 1951 wieś włączono w granice miasta (była to szósta z ośmiu w XX wieku zmian granic miasta, w czasie której przyłączono doń: Bieńkowice, Brochów, Jagodno, Miłostków/Marzanów, Muchobór Wielki, Oporów, Ołtaszyn, Sołtysowice, Wojnów, Wojszyce, Zakrzów, Zgorzelisko), a do samych jego granic doprowadzono linię tramwajową. Wcześniej, czyli od 1945 do 1951, Klecina należała do nieistniejącej gminy Smolec.
Przez powojenne półwiecze osiedle zamieszkiwane było w dużej mierze przez pracowników tutejszej cukrowni; nieprzyjemne zapachy unoszące się z cukrowni i bliskość sąsiadujących z obu stron (na Partynicach i na granicy z Oporowem) koszar Armii Radzieckiej poważnie zmniejszała atrakcyjność tej okolicy. Od lat osiemdziesiątych wzrosło zainteresowanie Kleciną jako terenem pod zabudowę jednorodzinną. Wycofanie w 1991 wojsk radzieckich z Polski oraz likwidacja w 1997 zabytkowej, ale uciążliwej cukrowni, a także budowa w Bielanach Wrocławskich i niedalekich Kobierzycach kilku centrów handlowych oraz zakładów przemysłowych oraz – na granicy z Oporowem – Centrum Hurtu Rolno-Spożywczego znacznie podniosły atrakcyjność osiedla, w którym rozrasta się obecnie zabudowa willowa i jednorodzinnych domów szeregowych.

## Komunikacja
Komunikację na osiedlu zapewnia MPK Wrocław z liniami autobusowymi:
- D: Giełdowa (Centrum Hurtu) – Osiedle Sobieskiego;
- 107: Krzyki – Pracze Odrzańskie[12]
- 133: C.H. Aleja Bielany/Auchan/R.O.D. Bielany/Połabian/Giełdowa (Centrum hurtu) - Brochów;
- 247: Giełdowa (Centrum Hurtu) – Polanowice;
- 319: Kamieńskiego (Pętla) - Klecina (Stacja kolejowa);
- 607: Biskupice Podgórne (LG Energy Solution I) - Kwiska/Zajezdnia Obornicka[13];
- 933: Krzyki - Zabrodzie[14]

oraz tramwajowymi:
- 7: Klecina [pętla za granicą osiedla, za Ślęzą] - Poświętne;

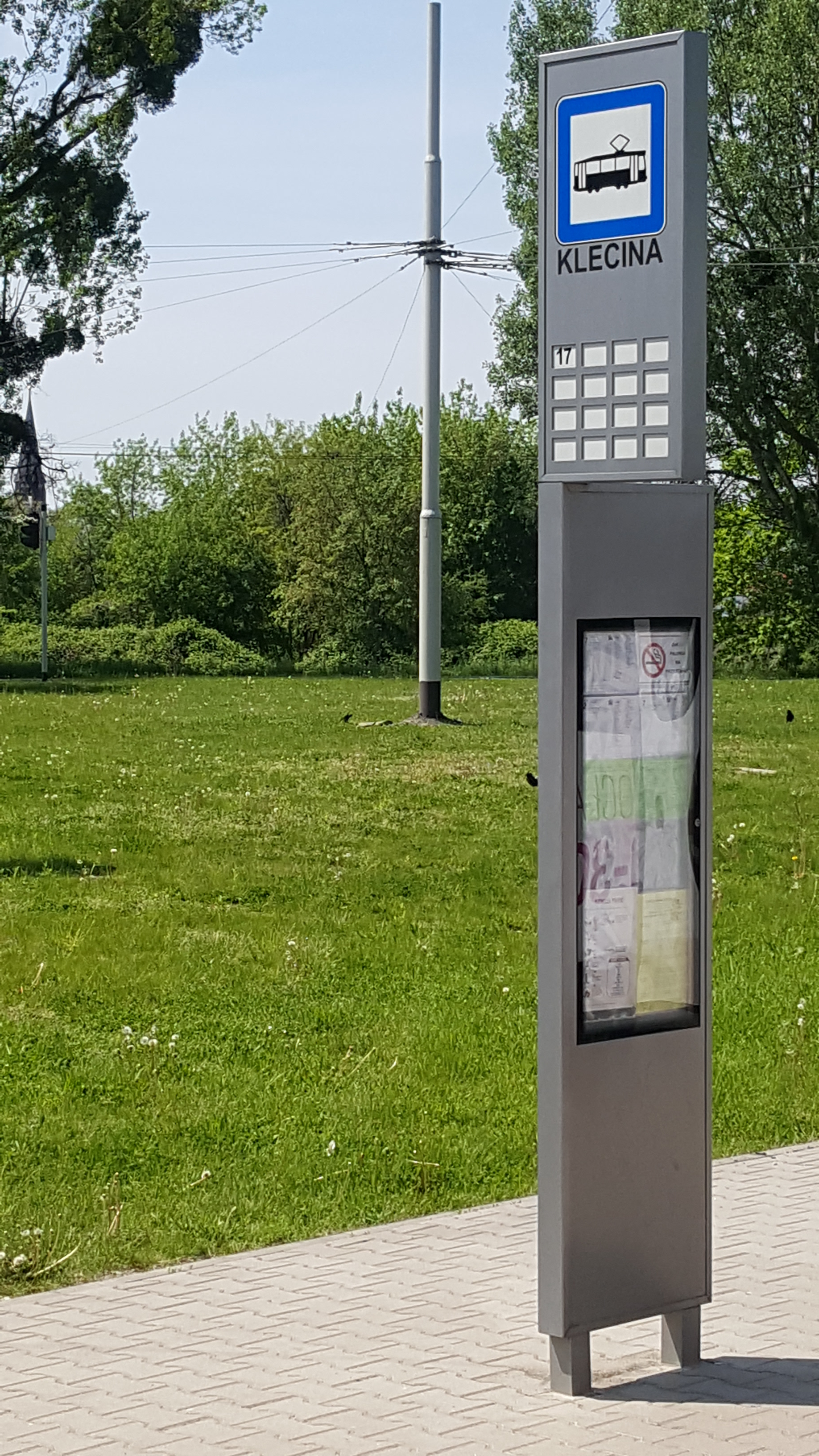
Słup przystankowy na pętli Klecina

- 17: Klecina [pętla za granicą osiedla, za Ślęzą] - Sępolno;

## Legenda
W Klecinie znajdował się duży głaz narzutowy. Według legendy diabeł z góry Ślęży był zdenerwowany widokiem wieży kościoła św. Elżbiety i dlatego postanowił go zniszczyć, rzucając w jego kierunku głazem. Ten został jednak zatrzymany przez siłę boską i w Klecinie. Na kamieniu zachować się miały jedynie ślady pazurów. W 1740 roku kamień został rozbity na kawałki, które rozwieziono po okolicy. W 2013 roku mieszkańcy osiedla rozpoczęli zbiórkę środków na ustawienie pomnika upamiętniającego jubileusz 700-lecia istnienia Kleciny, a przy okazji przypominającego tę legendę, poprzez umieszczenie na jednej ze stron głazu – śladów pazurów.
Pomnik odsłonięto 28 września 2014 r., jednak nie został poświęcony przez miejscowego proboszcza ze względu na „ślady pazurów diabła”.